# Pléomorphisme
En microbiologie, le pléomorphisme (du grec pléôn : plus abondant, et morphê : forme), également pléiomorphisme, est la capacité de certains micro-organismes à modifier leur morphologie, leurs fonctions biologiques ou leurs modes de reproduction en réponse aux conditions environnementales. Un pléomorphisme est observé chez certains membres de la famille des bactéries Deinococcaceae. La définition moderne du pléomorphisme dans le contexte de la bactériologie est basée sur la variation de la morphologie ou des méthodes fonctionnelles de la cellule individuelle, plutôt que sur un changement héréditaire de ces caractères comme on le croyait auparavant.

## Bactéries
Au cours des premières décennies du XXe siècle, le terme pléomorphisme est utilisé pour désigner l'idée que les bactéries modifient considérablement la morphologie, les systèmes biologiques ou les méthodes de reproduction en fonction des signaux environnementaux. Cette affirmation est controversée parmi les microbiologistes de l'époque, et les sépare en deux écoles : les monomorphistes, qui s'y opposent, et les pléomorphistes comme Antoine Béchamp, Ernst Almquist, Günther Enderlein, Albert Calmette, Gastons Naessens, Royal Raymond Rife et Lida Mattman, qui soutiennent la position. Selon un article de revue de 1997 de Milton Wainwright, un microbiologiste britannique, le pléomorphisme des bactéries n'est pas largement accepté par les microbiologistes modernes de l'époque.

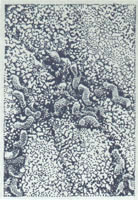
Helicobacter pylori sous forme de tige incurvée

La théorie monomorphique, soutenue par Louis Pasteur, Rudolf Virchow, Ferdinand Cohn et Robert Koch, émerge pour devenir le paradigme dominant de la science médicale moderne : il est maintenant presque universellement admis que chaque cellule bactérienne est dérivée d'une cellule préexistante de pratiquement la même La taille et la forme. Cependant, il est récemment démontré que certaines bactéries sont capables de changer radicalement de forme.
Sergei Winogradsky adopte une position intermédiaire dans la controverse sur le pléomorphisme. Il est d'accord avec l'école de pensée monomorphique, mais n'est pas d'accord avec certaines des croyances microbiologiques fondamentales des éminents monomorphistes Cohn et Koch. Winogradsky publie une revue de la littérature intitulée "La doctrine du pléomorphisme en bactériologie" dans laquelle il tente d'expliquer le débat pléomorphe, en identifiant les erreurs fondamentales dans l'argument de chaque côté. Winogradsky postule que les pléomorphistes Naegli et Zopf sont incapables de percevoir l'existence de classes morphologiques bactériennes, et que Cohn et Koch, dans leurs propres suppositions, ignorent les espèces de bactéries morphologiquement variantes qui sont incapables de se développer dans les cultures axéniques. Winogradsky explique la perception des bactéries pléomorphes comme des bactéries progressant à travers différentes étapes au sein d'un cycle de développement, fournissant ainsi la structure fondamentale d'une théorie de la morphologie basée sur le concept de déviation dynamique par rapport à un type morphologique, ou biotype.

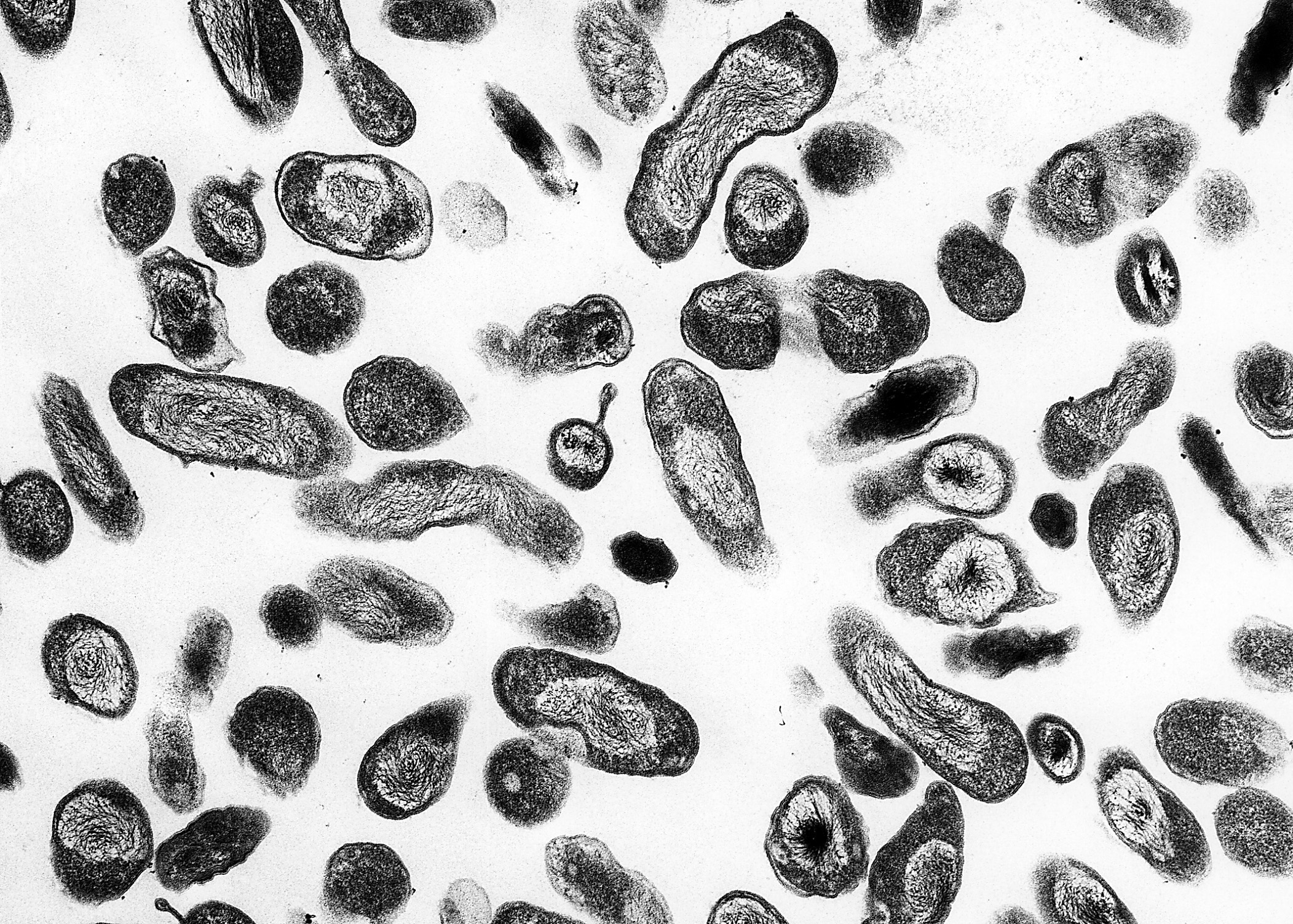
Bactérie Coxiella burnetii présentant un pléomorphisme

Alors que le débat pléomorphique existe toujours dans sa forme originale dans une certaine mesure, il est principalement modifié en une discussion concernant les méthodes, la création évolutive et les applications pratiques du pléomorphisme. De nombreux scientifiques modernes considèrent le pléomorphisme soit comme la réponse d'une bactérie à la pression exercée par des facteurs environnementaux, tels que les bactéries qui libèrent des marqueurs antigéniques en présence d'antibiotiques, soit comme un événement dans lequel les bactéries évoluent successivement sous des formes plus compliquées. Une hypothèse appelée "provolution pléomorphe", une composante du "paradigme ambimorphe" de Stuart Grace, prend ces deux théories en considération.
Bien qu'il soit récemment démontré que certaines bactéries sont capables de changer radicalement de forme, la pléomorphie reste un concept controversé. Un exemple bien accepté de pléomorphisme est Helicobacter pylori, qui existe à la fois sous une forme en forme d'hélice (classée comme une tige incurvée) et sous une forme coccoïde. Legionella pneumophila, l'espèce de bactérie parasite intracellulaire responsable de la maladie du légionnaire, s'est différenciée au sein d'un réseau diversifié sur le plan du développement. Les genres Corynebacterium et Coccobacillus sont désignés comme genres pléomorphes, les diphtéroïdes Bacilli sont classés comme bactéries nosocomiales pléomorphes. De plus, dans une étude portant sur des agents impliqués dans une maladie non infectieuse, des bactéries pléomorphes sont découvertes dans le sang de sujets humains sains.
Un facteur qui affecte le pléomorphisme de certaines bactéries est leur nutrition. Par exemple, il est démontré que la bactérie Deinococcus radiodurans présente un pléomorphisme en relation avec les différences de teneur en nutriments de son environnement.

## Virus
Les virions de certains virus présentent parfois un pléomorphisme, en ce sens que leurs apparences peuvent varier. Cependant, il ne s'agit pas d'un véritable pléomorphisme, car les virions individuels ne changent pas de forme, mais sont remplacés par des virions de formes différentes. Un exemple est les virus bactériens de la famille des Plasmaviridae. Il est démontré qu'un groupe de virus haloarchéens présente également un pléomorphisme.